# Csebény
Csebény (deutsch Tschewing) ist eine ungarische Gemeinde im Kreis Szigetvár im Komitat Baranya.

## Geschichte
Csebény wurde 1211 erstmals urkundlich erwähnt.